# いしかり (フェリー・2代)

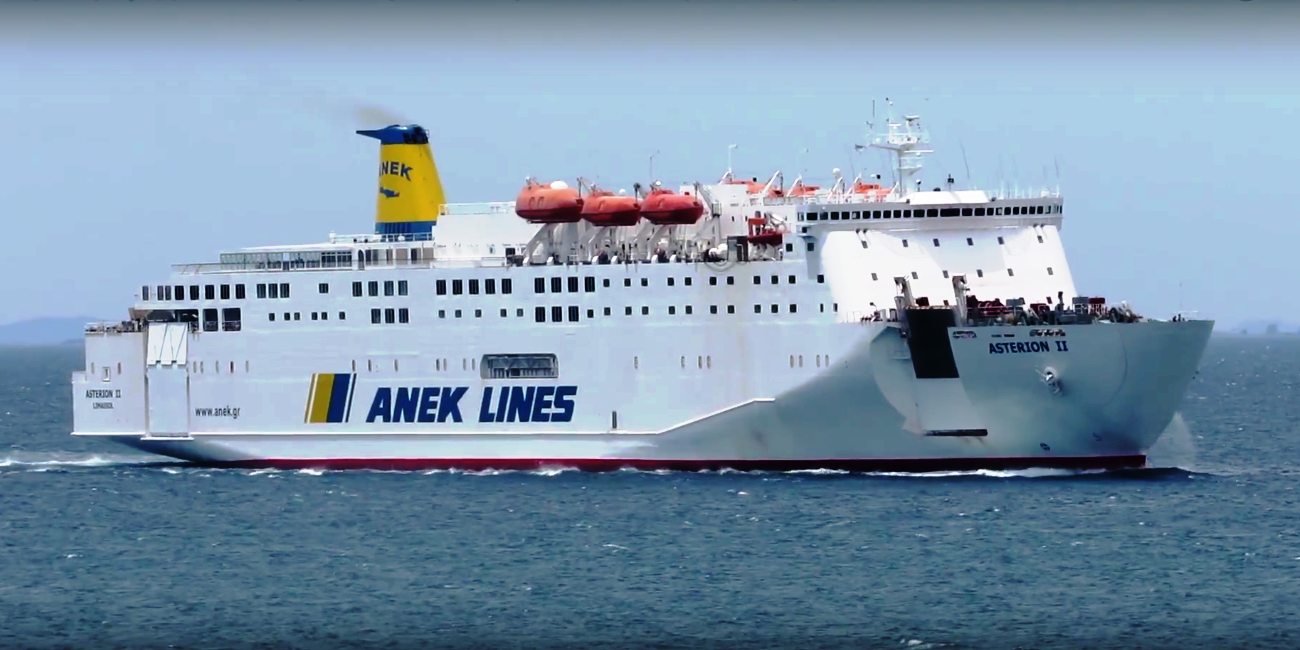
ANEK LINES時代（2018年）

いしかりは、太平洋フェリーが運航していたフェリー。太平洋フェリーの同名の船としては2代目である。1991年に就航し、2011年に引退した。

## 概要
1974年に就航した初代いしかりの代船として、三菱重工業神戸造船所で建造され、1991年3月に就航した。初代きその準同型船であるが、船内配置は変更されており、公室スペースが拡大されている。本船は海事プレス社が発刊する専門誌『クルーズ』による「クルーズシップ・オブ・ザ・イヤー」のフェリー部門賞を第1回（1992年）から第13回（2004年）まで連続受賞した。
3代目いしかりの就航により、2011年3月8日の名古屋発仙台行の便を最後に引退した。約20年間の就航期間の総航海距離は468万5560kmに及んだ。
引退後は中国へ海外売船されパナマ船籍となり、GRAND SPRINGと改名して、中国山東省の威海港と韓国の仁川港を結ぶ国際航路に就航していた。
その後、威海港で係船されていたが、2016年2月3日に韓国の光陽ラインに売却された。2017年6月ごろに引き渡され、その後韓国の光陽港と下関港を結ぶ航路に就航する予定となっていた。光陽港と下関港を結ぶ航路は、2011年1月から2012年1月まで韓国の光陽フェリーが運航していた航路でGWANGYANG BEECH（元ダイヤモンドフェリーのスターダイヤモンド）が就航していた。
その後、光陽 - 下関航路の運航計画は中止され、キプロスのAlphaglobe Shipping Ltd.に売却され「ASTERION II」となった。
2018年時点では、アネックラインズにより、ギリシャとイタリアを結ぶパトラ - イグメニツァ - ベニス航路に就航している。

## 船内
艤装は大丸・高島屋・長崎船舶装備が担当し船内の内装は「カリブの風-魅力ある明るい船の旅-」をコンセプトに日建設計の女性デザイナーが監修しテーマカラーとして海をイメージしたネイビーブルー・格調高さをイメージしたベージュ・華やかさをイメージした赤、客室には船旅の楽しさや甘美さをイメージした淡いピンクをあしらう等といった斬新なインテリアデザインが特徴となっている。1993年にはカプセルホテル型の「A寝台」の導入も行われた。公室スペースではピアノバー、ミニシアター、宴会場といった豊富な設備も施されたが後に一部が統合廃止されている。
Aデッキ（5階）
ショーラウンジの入り口をイメージとした赤を基調色とした。
- スイートルーム（4室） - 白と黒の2タイプが用意された[6]。
- イベントホール「スターライトラウンジ」（150席・二層吹抜）
- オープンスカイホール
- 星のデッキ

Bデッキ（4階）
海の世界をイメージした青を基調色とした。
- 特等室（洋室24室・和室2室）
- 2等寝台室（4室・後に右舷側2室を2段ベッド型の「B寝台」、左舷側2室を1室化しカプセルベッド型の「A寝台」とする）
- ミーティングルーム（200席 後に2等和室に変更）
- 宴会場・大広間「摩周」（後に2等和室に変更）
- 案内所
- 高級ミーティングルーム「ローズルーム」（24席）
- レストラン「カリブ」（202席）
- スタンド「ヨットクラブ」
- バー「カサブランカ」（35席 後に一部を喫煙室に変更）
- カラオケスタジオQ（20席）
- サンセットデッキ
- ショッピングストア
- 展望通路（左舷）

Cデッキ（3階）
華やかに乗客を迎えるイメージの赤を基調色とした。
- 1等室（和洋室28室・洋室9室・和室2室）
- 2等寝台室（8室、後に「B寝台」に改称）
- 2等和室（7室）
- ドライバー室（6室）
- エントランスホール
- ゲームコーナー
- ミニシアター（56席）
- カードルーム
- 休憩スペース「プラザ」
- 自販機コーナー
- 展望大浴場